# Sjöslaget vid Hangö udd

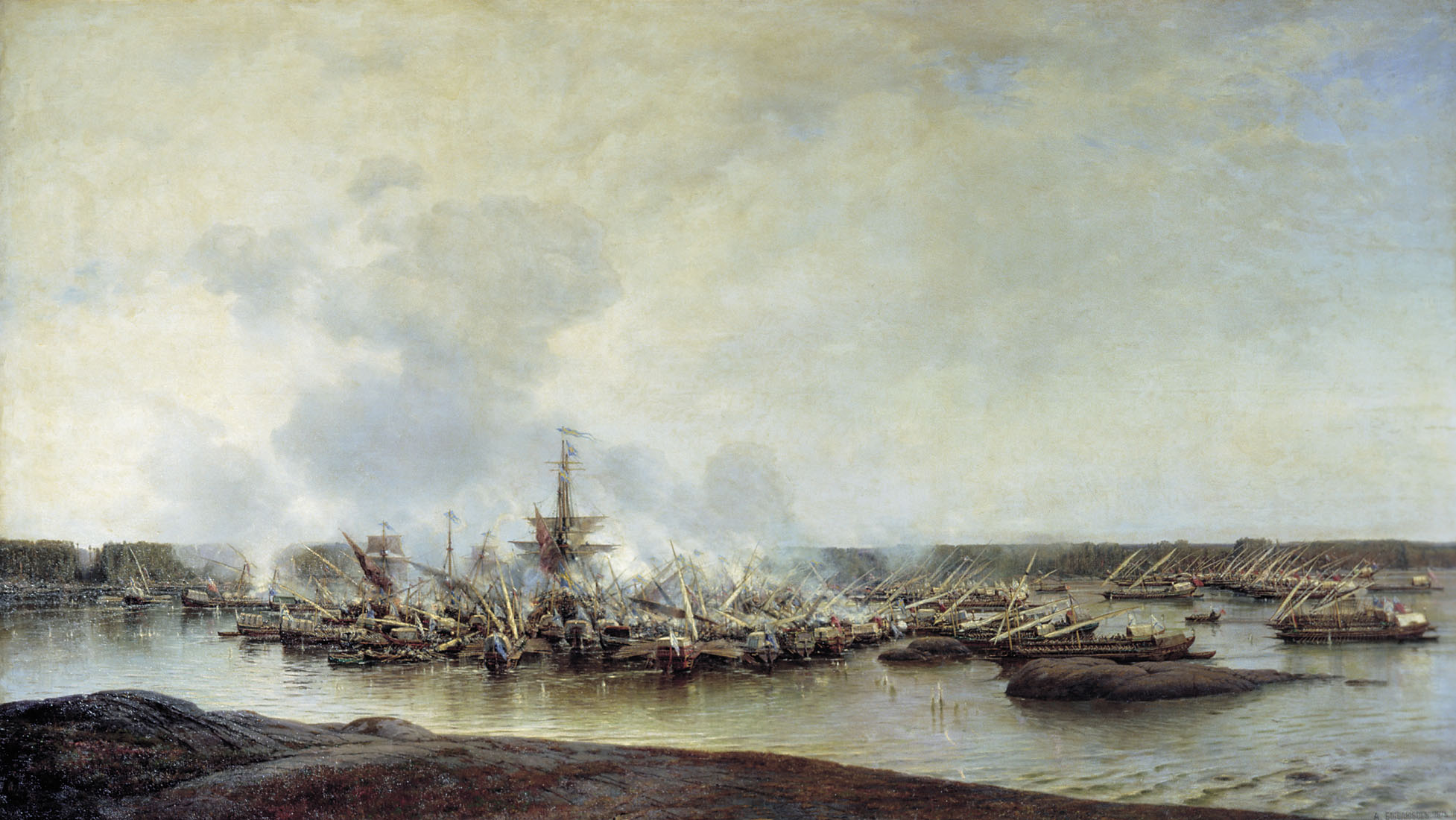
Sjöslaget vid Hangö udd

Sjöslaget vid Hangö udd var ett sjöslag som pågick under senare delen av juli 1714 och fick till resultat att en rysk skärgårdsflotta lyckades ta sig runt den strategiskt viktiga Hangö udd. På ryska kallas Hangö udd för Gangut. Även benämningen Slaget vid Rilax förekommer och avser då slutstriden för en mindre svensk skärgårdseskader.

## Bakgrund
Under år 1713 trängde en rysk armé in i Finland. Den svenska armén omfattade endast 6 000 man och tvingades dra sig tillbaka. Efter det katastrofala slaget vid Storkyro blev Sveriges trupper tvingade att utrymma hela Finland. År 1714 förflyttade sig en rysk skärgårdsflotta om 180 galärer västerut längs Finska vikens norra kust i skydd av skärgården, utan att den svenska högsjöflottan kunde göra något åt det.

## Händelseförlopp

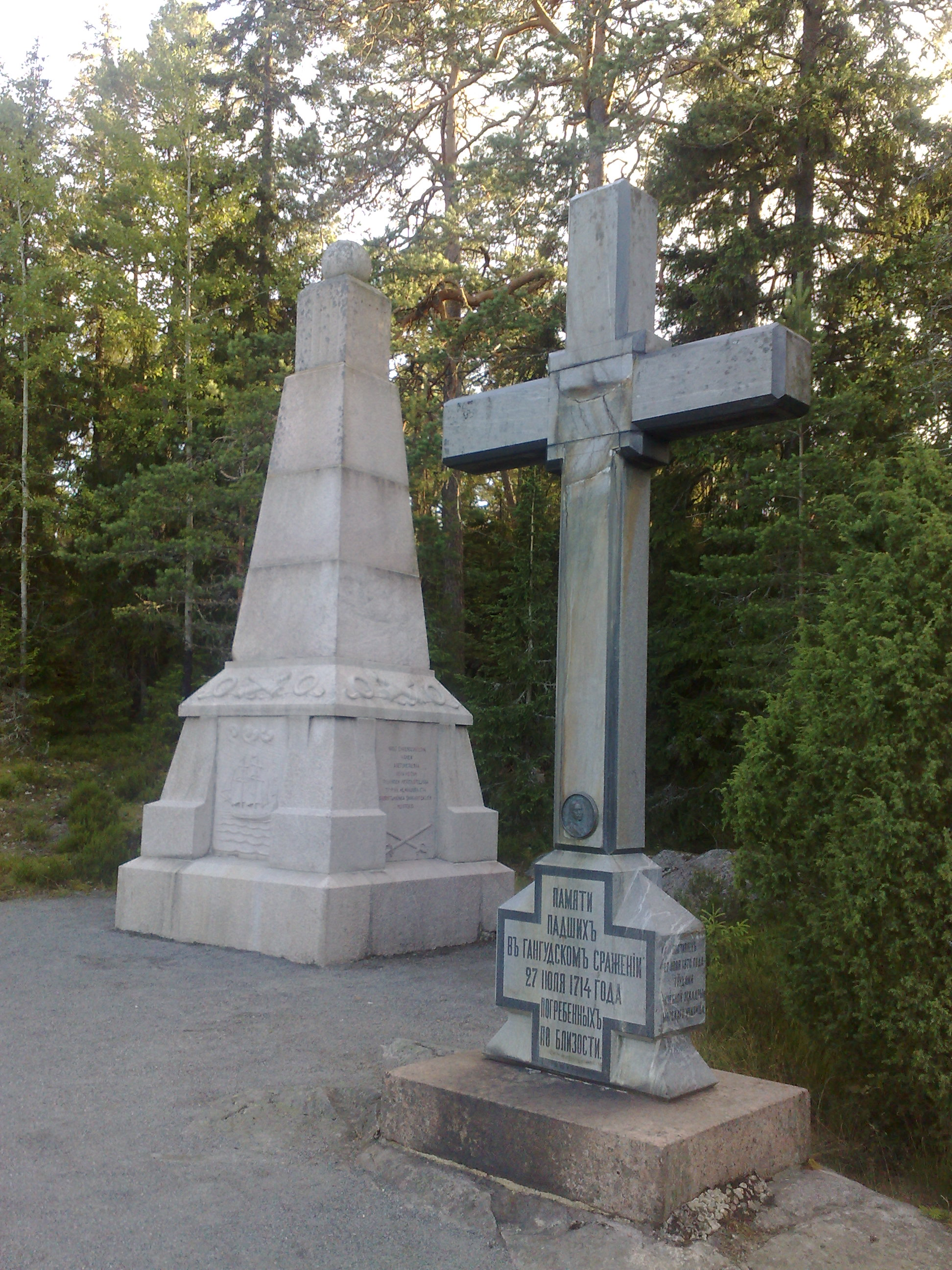
Ett ryskt och ett finländskt minnesmärke över Sjöslaget vid Hangö udd finns i Rilax i Bromarv, Finland

Vid Hangö udd mötte dock öppet hav och där väntade Amiral Gustav Wattrang med den svenska flottan. Den ryska roddflottan under amiral Feodor Apraxin och konteramiral Pjotr Aleksejevitj, dvs. tsaren själv, gjorde därför halt vid Tvärminne. Det gjordes försök att släpa de lättare fartygen över Hangö udds smalaste punkt vid Draget nära Lappvik. För att hindra detta sände Gustav Wattrang ut Nils Ehrenskiöld med skottpråmen Elefanten och sex galärer för att möta ryssarna på Hangös norra sida, medan Erik Johan Lillie och åtta skepp sändes att söka anfalla ryssarna vid Tvärminne på sydsidan. Resterande svenska fartyg i flottan stannade kvar för att bevaka Hangö udd.
Försöket att släpa fartyg över näset visade sig dock ogörligt. Däremot lyckades den ryska roddflottan att under en flera dagar lång stiltjeperiod ta sig runt de svenska segelfartygen med förlust av endast en galär som gick på grund och på så sätt runda Hangö udd den 27 juli.
Nils Ehrenskiölds lilla eskader kunde nu anfallas utan reträttmöjlighet. Eskadern upptog en försvarsställning nära ön Bengtsår norr om Hangö udd, exakt plats för striden är inte känd. Efter tre timmars strid lyckades ryssarna övermanna eskadern.
Det finns mycket varierande uppgifter om stupade och sårade vid slaget. Från 361 svenska stupade och 469 stupade eller skadade ryska soldater  till svenska förluster av 700 stupade och sårade samt ryska förluster av 3000 stupade och 1600 skadade. i Projekt Runeberg

## Slagets betydelse
Segern vid Hangö udd var den första stora segern i den ryska flottan. Ryssland säkrade handlingsfrihet i Finska viken och Bottniska viken.
Den ryska skärgårdsflottan lyckades ta sig ut ur Finska viken och in i Ålands skärgård, vilken kunde plundras. Den svenska högsjöflotta tvingades dra sig tillbaka till Stockholms skärgård för att därifrån hindra ryssarna att gå över Ålands hav.